# 웨이크 오브 데쓰
웨이크 오브 데쓰(Wake Of Death)는 미국에서 제작된 필리페 마티네즈 감독의 2004년 액션, 모험 영화이다. 장 끌로드 반담 등이 주연으로 출연하였고 앨런 라탐 등이 제작에 참여하였다.

## 출연

### 주연
- 장 끌로드 반담
- 발레리 티안

### 조연
- 재퀴 찬
- 퀸튼 종
- 윈스톤 종
- 타린 도운스
- 저스틴 포쉐
- 안소니 프리드존
- 에드리언 갤리
- 워릭 그리어
- 끌로드 헤르난데즈
- 앙드레 제이콥스
- 대니 케오이

## 제작진
- 공동제작: 뤽 캠포
- 공동제작: 프랑수아 코헨-시트
- 공동제작: 앤턴 언스트
- 공동제작: 스테판 조나스
- 협력프로듀서: 크리스토퍼 로빈 벨
- 미술: 한스 반 데르 잔든
- 배역: 제레미 지머먼